# Мозес Киптануи
Мозес Кипкоре Киптануи (енгл. Moses Kipkore Kiptanui; 1. октобар 1970.) некадашњи је кенијски атлетичар, специјалиста за трку на 3.000 метара са препрекама. Био је троструки светски шампион и први човек који је икада претрчао 3.000 метара са препрекама за брже од осам минута. Такође је познат по својој тренерској улози након што је завршио своју такмичарску каријеру.

## Каријера
Киптануи је победио на Светском првенству у Токију 1991. Следеће године, на митингу у Севиљи 20. фебруара 1992. оборио је светски рекорд у дворани у трци на 3.000 метара са резултатом 7:37,31.
У Келну је на лето, на отвореном истрчао нови светски рекорд на 3.000 метара са временом 7:28,96 мин. Само три дана касније оборио је и светски рекорд на 3.000 метара стипл за 8:02,08 у Цириху. Лако је 1993. одбранио титулу светског шампиона у Штутгарту. Освојио је трку на 3.000 метара стипл и на Континенталном купу 1994.
Дана 8. јуна 1995. оборио је светски рекорд на 5.000 метара у Риму у времену од 12:55,30 мин. Након што је освојио своју трећу златну медаљу на Светском првенству у Гетеборгу 2005. Киптануи је у Цириху 16. август 1995. поставио нови светски рекорд на 3.000 метара стипл у времену од 7:59,18 минута. Први је човек у историји који је икада истрчао 3.000 метара са препрекама за испод од осам минута.
Годину дана касније, освојио је сребрну медаљу на Олимпијским играма 1996. у Атланти. Следеће године, на Светском првенству 1997. у Атини, Киптануи није успео да освоји своју четврту узастопну златну медаљу, али је узео сребро.
Кад је завршио такмичарску каријеру почео је да тренира младе кенијске тркаче. 2008. је тренирао освајача златне олимпијске медаље из 2004. Езекијела Кембоја.

## Главна достигнућа

### 1990
- Афричко првенство – Каиро, Египат
  - златна медаља на 1.500 метара
- Светско првенство за јуниоре – Пловдив, Бугарска
  - златна медаља на 1.500 метара

### 1991
- Светско првенство – Токио, Јапан
  - Златна медаља у трци на 3.000 м стипл
- Афричке игре – Каиро, Египат
  - Златна медаља у трци на 3.000 м стипл

### 1993
- Светско првенство – Штутгарт, Немачка
  - Златна медаља у трци на 3.000 м стипл

### 1994
- Игре добре воље – Санкт Петербург, Русија
  - златна медаља на 5.000 метара

### 1995
- Светско првенство – Гетеборг, Шведска
  - Златна медаља у трци на 3.000 м стипл

### 1996
- Олимпијске игре – Атланта, САД
  - Сребрна медаља у трци на 3.000 м стипл

### 1997
- Светско првенство – Атина, Грчка
  - Сребрна медаља у трци на 3.000 м стипл